# Фресно-де-Кантеспіно
Фресно-де-Кантеспіно (ісп. Fresno de Cantespino) — муніципалітет в Іспанії, у складі автономної спільноти Кастилія-і-Леон, у провінції Сеговія. Населення — 278 осіб (2010).
Муніципалітет розташований на відстані близько 110 км на північ від Мадрида, 70 км на північний схід від Сеговії.
На території муніципалітету розташовані такі населені пункти: (дані про населення за 2010 рік)
- Каскахарес: 33 особи
- Кастільтьєрра: 5 осіб
- Сінко-Вільяс: 6 осіб
- Фресно-де-Кантеспіно: 196 осіб
- Пахарес-де-Фресно: 19 осіб
- Ріауелас: 13 осіб
- Гомеснарро: 6 осіб

## Демографія
Динаміка населення (INE ):

## Галерея зображень

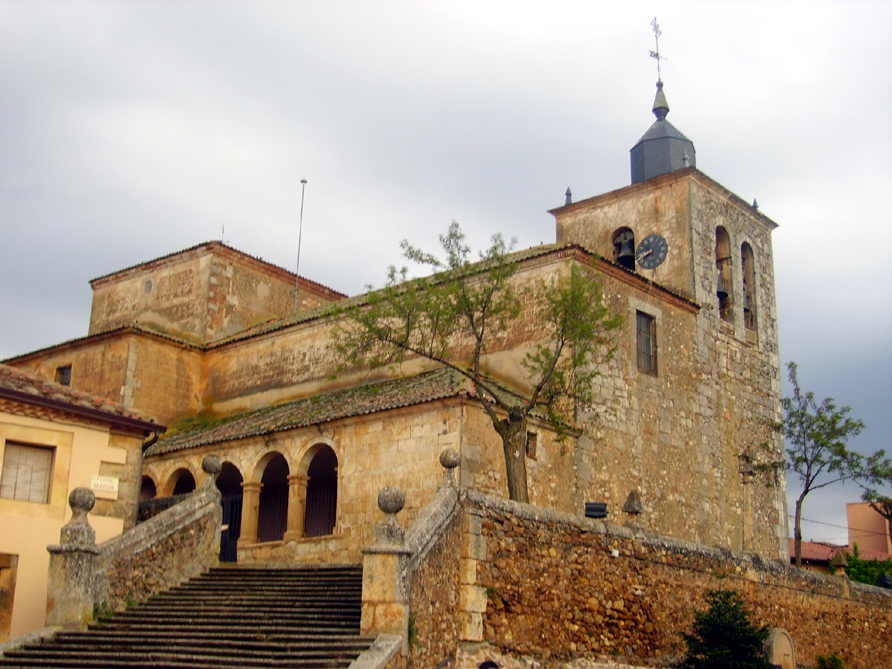
Церква Сан-Ніколас-де-барі